# Ronde van Lombardije 1983
De Ronde van Lombardije 1983 was de 77e editie van deze eendaagse Italiaanse wielerwedstrijd die werd verreden op zaterdag 15 oktober 1983. Het parcours leidde van Milaan naar Como en ging over een afstand van 253 kilometer. 
De Ier Sean Kelly won de sprint.

## Uitslag
| Plaats  | Naam               | Ploeg                 | Tijd     |
| ------- | ------------------ | --------------------- | -------- |
| Winnaar | Sean Kelly         | Sem-France Loire      | 6u08'50" |
| 2       | Greg LeMond        | Renault-Elf           | + z.t.   |
| 3       | Adrie van der Poel | J. Aernoudt-Rossin    | z.t.     |
| 4       | Hennie Kuiper      | J. Aernoudt-Rossin    | z.t.     |
| 5       | Francesco Moser    | Gis Gelati-Campagnolo | z.t.     |
| 6       | Gilbert Glaus      | Cilo-Aufina           | z.t.     |
| 7       | Antonio Ferretti   | Cilo-Aufina           | z.t.     |
| 8       | Phil Anderson      | Peugeot-Shell         | z.t.     |
| 9       | Silvano Contini    | Bianchi-Piaggio       | z.t.     |
| 10      | Alfredo Chinetti   | Inoxpran-Lumenflon    | z.t.     |

1905 · 1906 · 1907 · 1908 · 1909 · 1910 · 1911 · 1912 · 1913 · 1914 · 1915 · 1916 · 1917 · 1918 · 1919 · 1920 · 1921 · 1922 · 1923 · 1924 · 1925 · 1926 · 1927 · 1928 · 1929 · 1930 · 1931 · 1932 · 1933 · 1934 · 1935 · 1936 · 1937 · 1938 · 1939 · 1940 · 1941 · 1942 · 1943 · 1944 · 1945 · 1946 · 1947 · 1948 · 1949 · 1950 · 1951 · 1952 · 1953 · 1954 · 1955 · 1956 · 1957 · 1958 · 1959 · 1960 · 1961 · 1962 · 1963 · 1964 · 1965 · 1966 · 1967 · 1968 · 1969 · 1970 · 1971 · 1972 · 1973 · 1974 · 1975 · 1976 · 1977 · 1978 · 1979 · 1980 · 1981 · 1982 · 1983 · 1984 · 1985 · 1986 · 1987 · 1988 · 1989 · 1990 · 1991 · 1992 · 1993 · 1994 · 1995 · 1996 · 1997 · 1998 · 1999 · 2000 · 2001 · 2002 · 2003 · 2004 · 2005 · 2006 · 2007 · 2008 · 2009 · 2010 · 2011 · 2012 · 2013 · 2014 · 2015 · 2016 · 2017 · 2018 · 2019 · 2020 · 2021 · 2022 · 2023 · 2024 · 2025